# Phlogiellus nebulosus
Phlogiellus nebulosus är en spindelart som först beskrevs av William Joseph Rainbow 1899.  Phlogiellus nebulosus ingår i släktet Phlogiellus och familjen fågelspindlar. Inga underarter finns listade i Catalogue of Life.